# كالفين هنري كوفمان
كالفين هنري كوفمان (بالإنجليزية: Calvin Henry Kauffman)‏ هو عالم نبات أمريكي، ولد في 1 مارس 1869 في لبنان في الولايات المتحدة، وتوفي في 14 يونيو 1931 في آن آربر في الولايات المتحدة.